# Condado de Temes
El Condado de Temes (en húngaro: Temes, en rumano: Timiș, en serbio: Тамиш, en alemán: Temes) fue un condado administrativo del Reino de Hungría. Su territorio se encuentra ahora en el suroeste de Rumania y el noreste de Serbia. La capital del condado era Temesvár (en rumano: Timișoara, en serbio: Темишвар, en alemán: Temeswar), que también sirvió como capital del reino entre 1315 y 1323.

## Geografía
El Condado de Temes estaba ubicado en la región del Banato. Compartía fronteras con el Reino de Serbia y los condados húngaros de Torontál, Arad y Krassó. El río Danubio formaba su frontera sur y el río Maros su frontera norte. El río Temes atraviesa el condado. Su área en 1910 era de 7433 km².

## Historia
El Condado de Temes se formó en el siglo XII, después del establecimiento del dominio húngaro en la región. Recibió su nombre del cercano río Temes. El centro principal del condado se llamaba Temesvár en idioma húngaro, que significa literalmente: Castillo de Temes. El área fue tomada por el Imperio otomano en el siglo XVI y el condado fue abolido. Este territorio luego se incluyó en el Eyalato de Temeşvar.
Después de que la región fuera capturada por los Habsburgo en 1716, el área se incluyó en el llamado Banato de Temeswar, una provincia de los Habsburgo con centro administrativo en Temeswar. Esta provincia fue abolida en 1778 y el Condado de Temes se restauró e incorporó al Reino Habsburgo de Hungría en 1779.
Entre 1849 y 1860, el área del condado fue parte del Voivodato de Serbia y Banato de Tamis. Después de 1853, el condado no existía ya que el voivodato se dividió en distritos. Después de que se aboliera el voivodato en 1860, el área se incorporó nuevamente al Reino Habsburgo de Hungría y el condado se recreó en enero de 1861.
En 1918, el condado se convirtió por primera vez en parte de la recién proclamada República del Banato que duró solo unos días. La región fue tomada por tropas serbias y francesas, y luego dividida en 1919 entre Rumania y el también recién formado Reino de los Serbios, Croatas y Eslovenos, ya que ambas potencias reclamaron todo el territorio del Banato. Los arreglos fronterizos fueron establecidos por la Conferencia de Paz de París. La mayor parte del condado se asignó a Rumania, mientras que el tercio suroeste se asignó al Reino de los Serbios, Croatas y Eslovenos (rebautizado como Yugoslavia en 1929).
La parte yugoslava del Condado de Temes anterior a 1920 (la región meridional del Banato) es parte de la región autónoma serbia de Voivodina. La parte rumana es ahora parte del Distrito de Timiș, excepto una franja de 10 km de ancho a lo largo del río Mureș, que se encuentra en el Distrito rumano de Arad.

## Demografía

### 1900
En 1900, el condado tenía una población de 476 242 personas y estaba compuesto por las siguientes comunidades lingüísticas:
Total:
- Alemán: 171 087 (35,9%)
- Rumano: 167 523 (35,2%)
- Serbio: 64 902 (13,6%)
- Húngaro: 58 153 (12,2%)
- Eslovaco: 2977 (0,6%)
- Croata: 387 (0,1%)
- Ruteno: 79 (0,0%)
- Otro o desconocido: 11 134 (2,4%)

Según el censo de 1900, el condado estaba compuesto por las siguientes comunidades religiosas:
Total:
- Cristianos ortodoxos: 223 247 (46,9%)
- Católicos: 209 690 (44,0%)
- Católicos griegos: 12 360 (2,6%)
- Luteranos: 11 993 (2,5%)
- Judíos: 9745 (2,1%)
- Calvinistas: 8712 (1,8%)
- Unitarios: 111 (0,0%)
- Otro o desconocido: 384 (0,0%)

### 1910

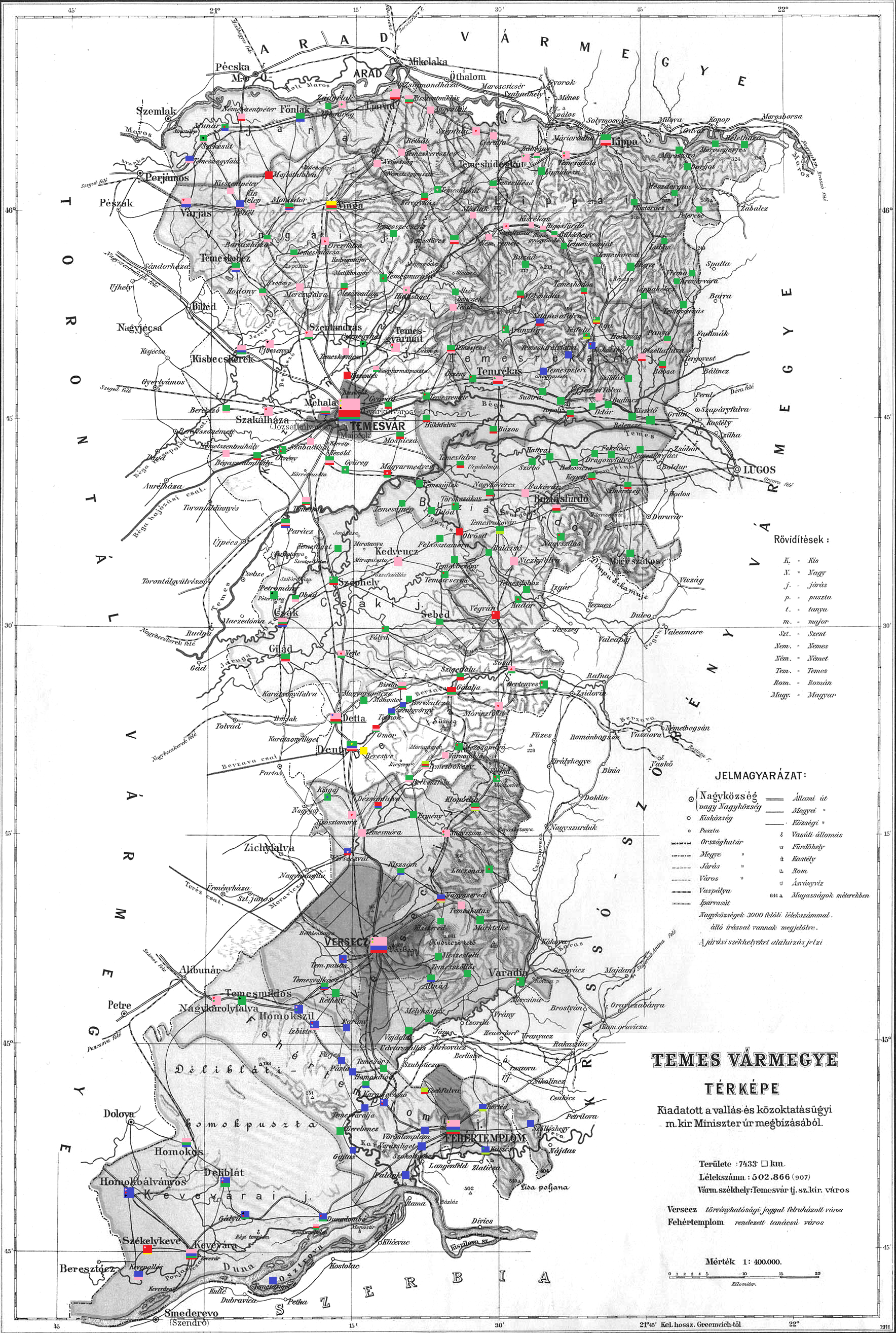
Mapa étnico del condado con datos del censo de 1910 (ver la clave en la descripción).

En 1910, el condado tenía una población de 500 835 personas y estaba compuesto por las siguientes comunidades lingüísticas:
Total:
- Rumano: 169 030 (33,8%)
- Alemán: 165 883 (33,1%)
- Húngaro: 79 960 (16,0%)
- Serbio: 69 905 (14,0%)
- Eslovaco: 3080 (0,6%)
- Croata: 350 (0,0%)
- Ruteno: 30 (0,0%)
- Otro o desconocido: 12 597 (2,5%)

Según el censo de 1910, el condado estaba compuesto por las siguientes comunidades religiosas:
Total:
- Cristianos ortodoxos: 232 057 (46,3%)
- Católicos: 221 175 (44,2%)
- Luteranos: 13 611 (2,7%)
- Católicos griegos: 12 381 (2,5%)
- Calvinista : 11 135 (2,2%)
- Judíos : 9734 (1,9%)
- Unitario : 160 (0,0%)
- Otro o desconocido: 582 (0,1%)

## Subdivisiones

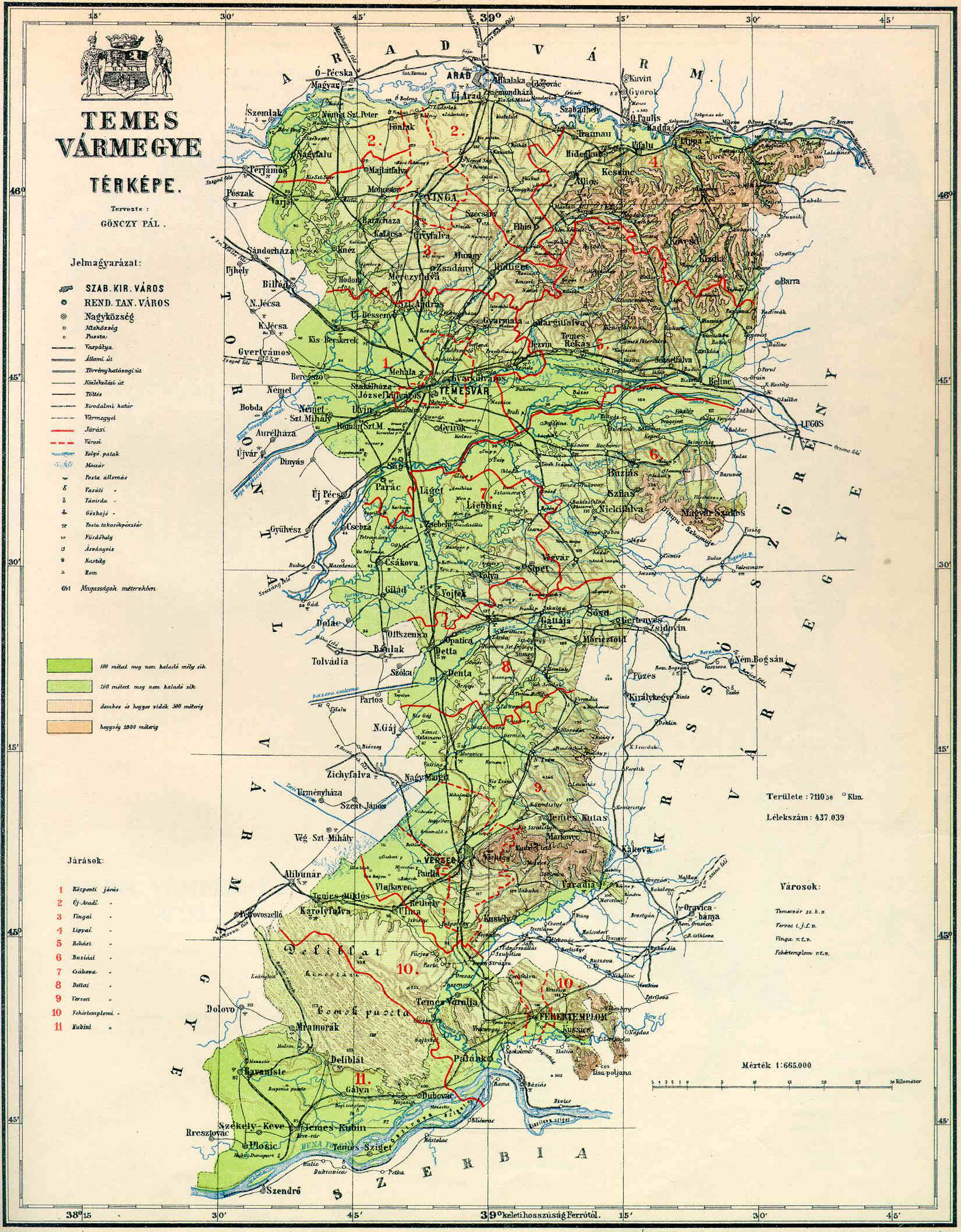
Mapa detallado del condado.

A principios del siglo XX, las subdivisiones del Condado de Temes eran:
| Distritos (járás)                            | Distritos (járás)                    |
| Distrito                                     | Capital                              |
| -------------------------------------------- | ------------------------------------ |
| Buziasfürdő                                  | Buziasfürdő (en rumano: Buziaș)      |
| Csák                                         | Csák (en rumano: Ciacova)            |
| Detta                                        | Detta (en rumano: Deta)              |
| Fehértemplom                                 | Fehértemplom (en serbio: Bela Crkva) |
| Kevevára                                     | Kevevára (en serbio: Kovin)          |
| Központ                                      | Temesvár (en rumano: Timișoara)      |
| Lippa                                        | Lippa (en rumano: Lipova)            |
| Temesrékas                                   | Temesrékas (en rumano: Recaș)        |
| Újarad                                       | Újarad (en rumano: Arad)             |
| Versec                                       | Versec (en serbio: Vršac)            |
| Vinga                                        | Vinga (en rumano: Vinga)             |
| Condado urbanos (törvényhatósági jogú város) |                                      |
| Temesvár (en rumano: Timișoara)              |                                      |
| Versec (en serbio: Vršac)                    |                                      |
| Distritos urbanos (rendezett tanácsú város)  |                                      |
| Fehértemplom (en serbio: Bela Crkva)         |                                      |

Las ciudades de Vršac, Bela Crkva y Kovin pertenecen ahora a Serbia; las otras ciudades mencionadas se encuentran ahora en Rumania.